# Boom Boom Satellites
I Boom Boom Satellites (ブンブンサテライツ?, Bun Bun Sateraitsu) erano un gruppo musicale rock giapponese, consistente nel duo Michiyuki Kawashima-Masayuki Nakano, scioltosi dopo la morte del primo il 9 ottobre 2016. Il gruppo pubblicava da ultimo con la casa discografica Sony Music.

## Discografia

### Album
- 1998 - Out Loud
- 2001 - Umbra
- 2002 - Photon
- 2005 - Full of Elevating Pleasures
- 2006 - On
- 2007 - Exposed
- 2010 - To the Loveless
- 2013 - Embrace

### EP
- 1997 - Boom Boom Satellites (demo)
- 1997 - Joyride
- 1998 - 7 Ignitions

### Live
- 2011 - Experienced
- 2013 - Experienced II: Embrace Tour 2013 Budokan

### Raccolte
- 2010 - 19772007
- 2010 - Over and Over
- 2012 - Remixed